# Whitneyville (Maine)
Whitneyville é uma cidade no condado de Washington, Maine, Estados Unidos. A população era de 220 pessoas no censo de 2010.

## Geografia
De acordo com o United States Census Bureau, a cidade tem uma área total de 15.19 sq mi (39.34 km2), dos quais, 14.88 sq mi (38.54 km2) é terra e 0.31 sq mi (0.80 km2) é água.